# Тираспольська вулиця (Київ)
Тира́спольська ву́лиця — вулиця в Подільському та Шевченківському районах міста Києва, місцевість Сирець. Пролягає від вулиці Щусєва до Стеценка. 
Чіткої траси вулиці не існує, Тираспольська вулиця складається з кількох окремих відтинків, що пролягають у різних напрямках. Перша ділянка вулиці пролягає вздовж залізниці, від Сирецької вулиці до гаражів (гаражно-будівельні кооперативи «Дружба» та «Дружба-2»).  Другий відтинок вулиці пролягає від вулиці Сальського до вулиці Щусєва. Третій відрізок (з іншого боку залізниці) пролягає від залізниці до вулиці Стеценка з відгалуженнями в бік Сирецького дендропарку і хутора Софіївка. 

## Історія
Вулиця виникла в 1-й половині XX століття як продовження Сирецької вулиці, хоча забудова на цьому місці існувала з 2-ї половини XIX століття (хутір Софіївка). Сучасна назва відома з 1940 року. Можливо, назву вулиці надано на згадку про 131-й піхотний Тираспольський полк, казарми якого знаходилися неподалік, по вулиці Юрія Іллєнка, 24.
У 2018 році до вулиці приєднано частину вулиці Володимира Сальського (кол. Котовського) в Подільському районі (від залізниці до вулиці Стеценка).
З 2015 року розпочалося будівництво житлового комплексу «Місто квітів. Парковий квартал» на тодішній вулиці Котовського, відрізок якої 2018 році приєднано до вулиці Тираспольської.

## Зображення

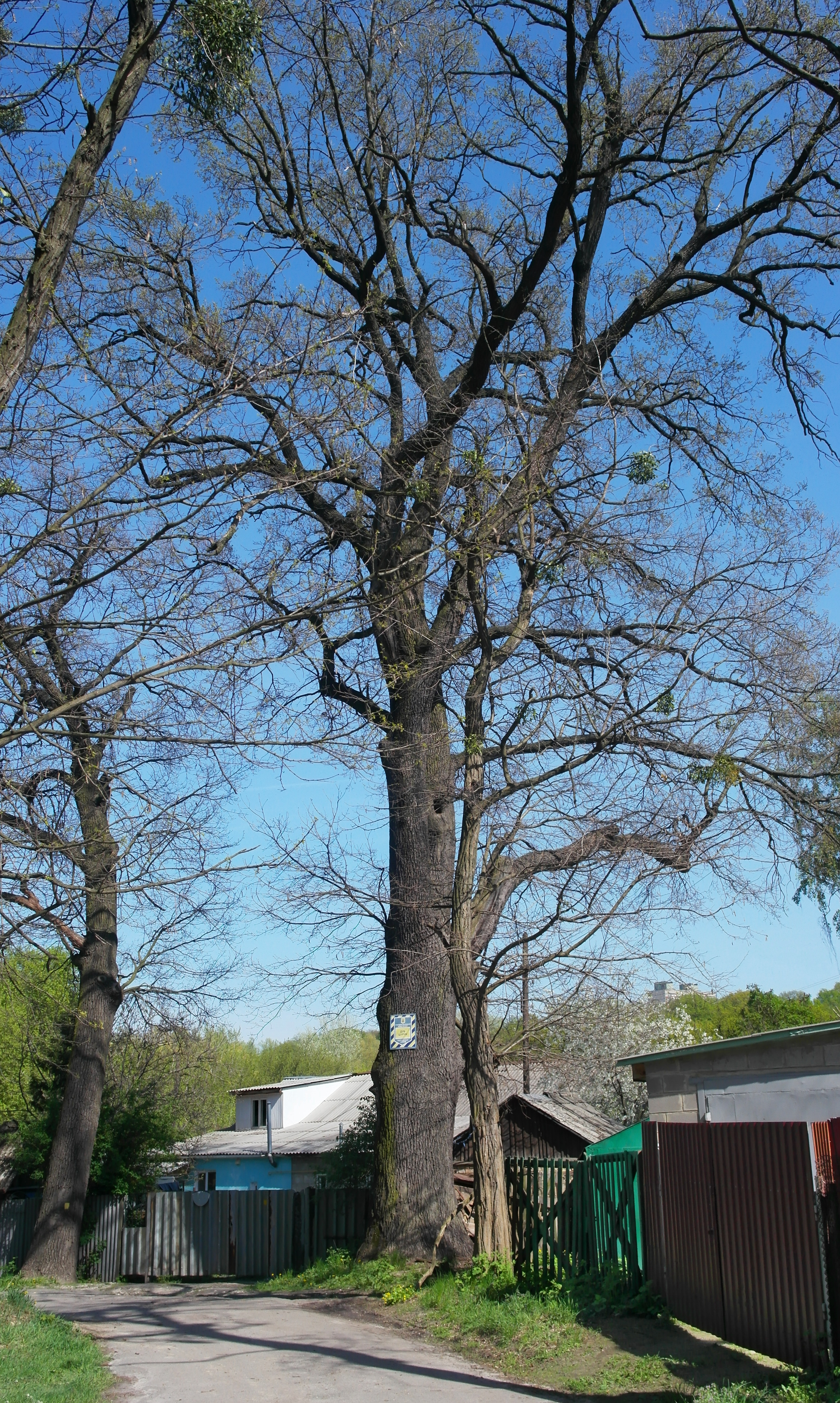
Дуб Шурун, Тираспольська, 2
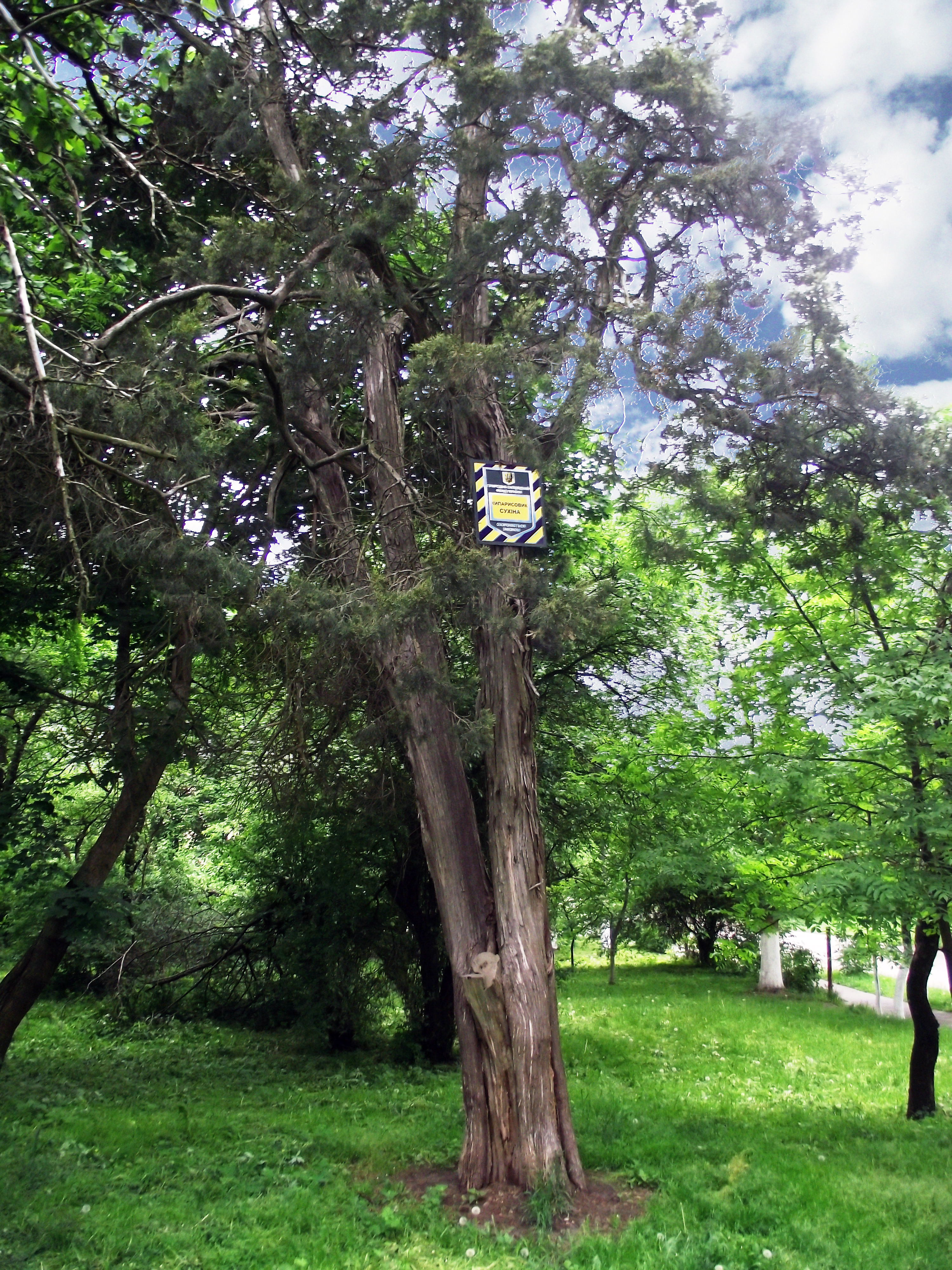
Кипарисовик Сухіна, вул. Тираспольська, 43/1
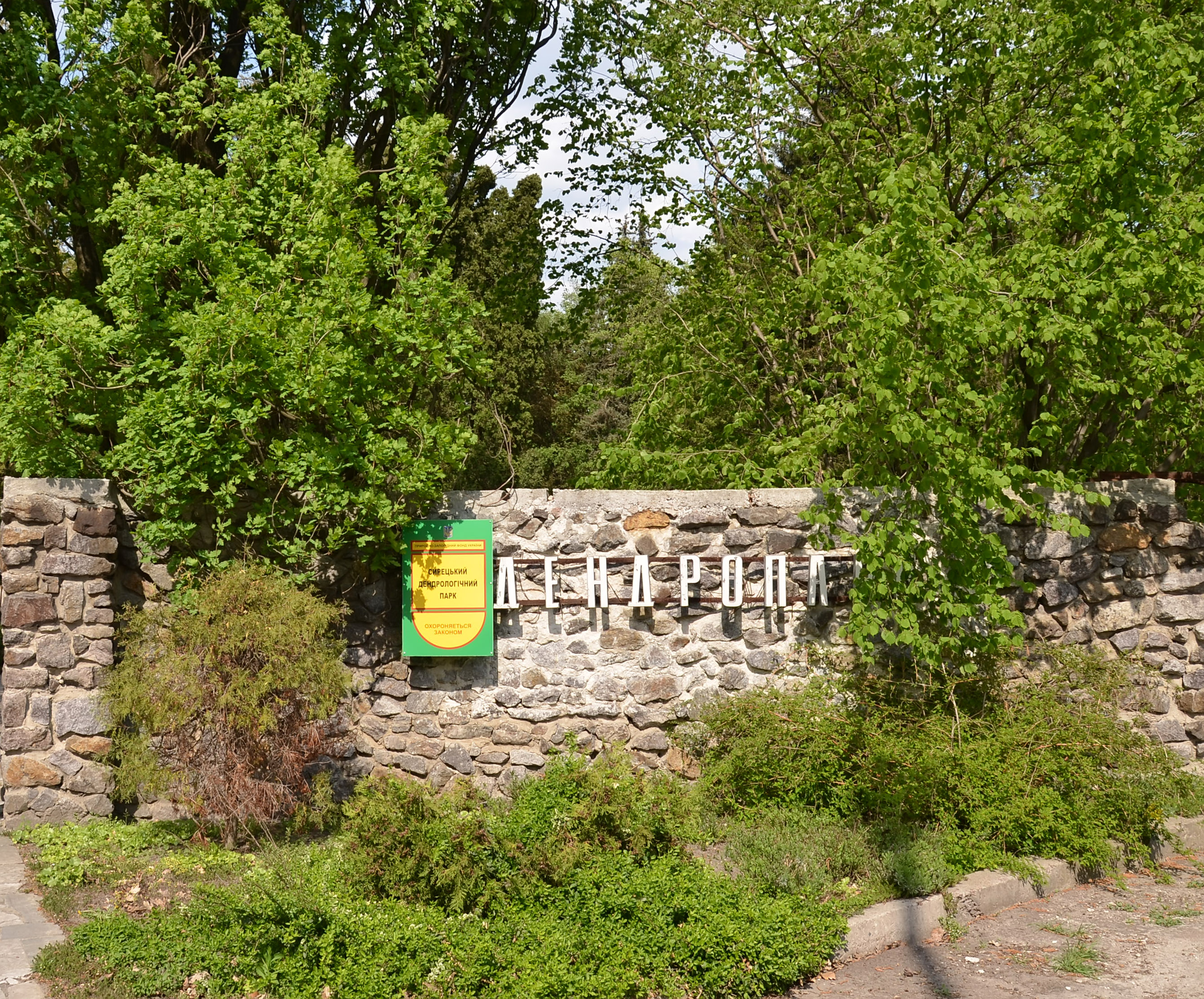
Сирецький дендропарк, Тираспольська, 43
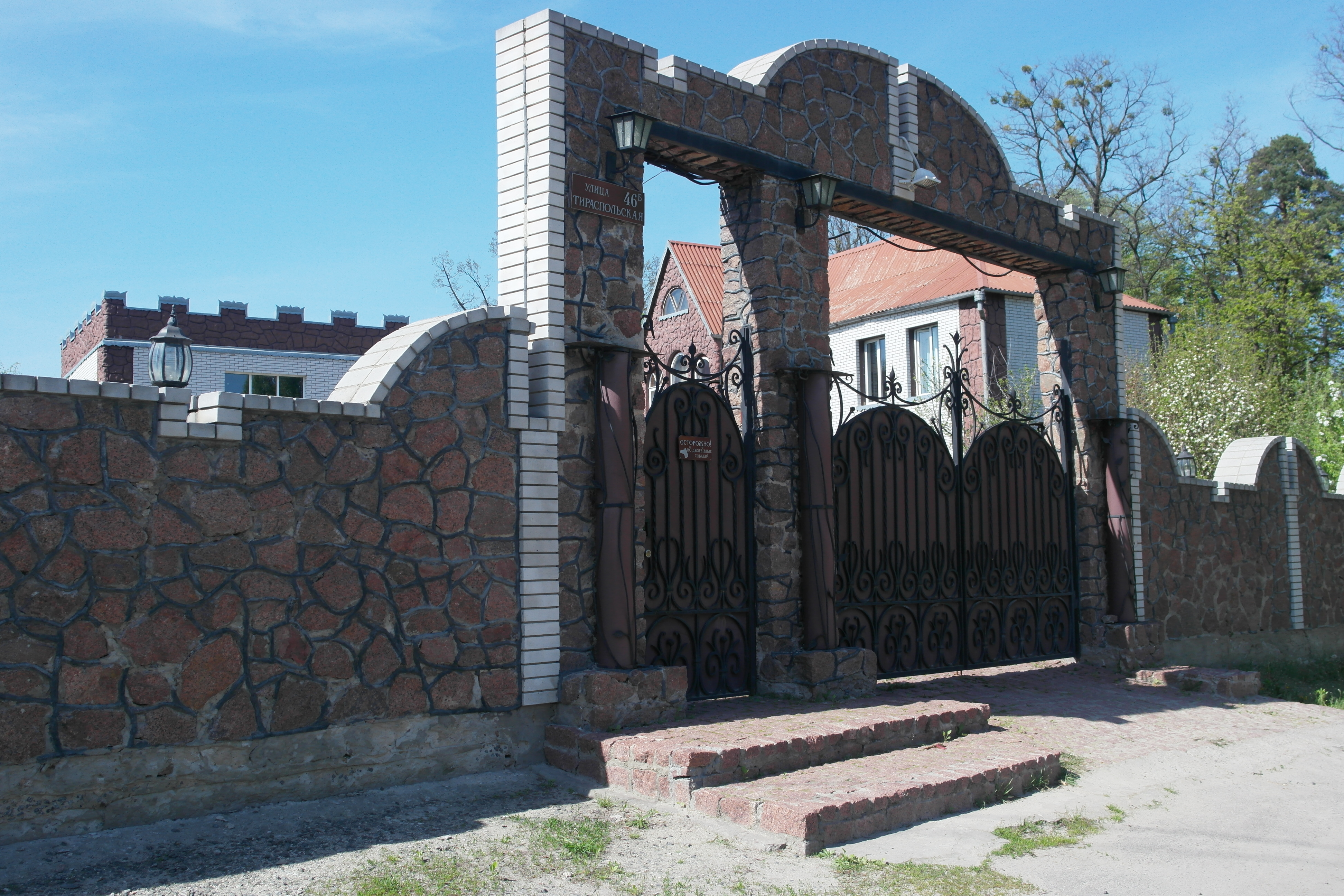
Циганський маєток, Тираспольська, 46-Б